# Alvar Lindencrona
Alvar Lindencrona, född 26 maj 1910 i Stockholm, död 11 december 1981 i Stockholm, var en svensk jurist och företagsledare.

## Uppväxt och utbildning
Alvar Lindencrona tillhörde den adliga ätten Lindencrona och var son till byrådirektör Gustaf Carl Adolf och Ingeborg Mignon Lindencrona.
Alvar Lindencrona utbildade sig till jurist och var under andra världskriget anställd på Försvarsdepartementet och senare på Kommunikationsdepartementet. Han var därefter på Luftfartsstyrelsen och medverkade i förhandlingar om bilaterala luftfartsavtal. År 1947 blev han verkställande direktör för försäkringsföretaget Thulebolagen och kvarstod på den posten till 1964, då företaget köptes upp av Skandia. Han blev 1948 utnämnd till riddare av Vasaorden (RVO) och 1953 till riddare av Nordstjärneorden (RNO).
Alvar Lindencrona var gift med Jane Lindencrona (1912–2004) och hade tre barn: Gustaf Lindencrona och två yngre döttrar, Elisabeth och Ulrika.
Makarna Lindencrona är begravda på Gamla griftegården, Linköping.

## Planering av en svensk motståndsrörelse
Alvar Lindencrona spelade i hemlighet en ledande roll i beredskapsplaneringen av en svensk motståndsrörelse i händelse av ockupation, en så kallad stay behind-organisation, efter andra världskriget. Verksamhetens namn, eller täcknamn, är inte belagt, men kan ha varit "Arla gryning", eller bara "Stay behind". I Tage Erlanders dagböcker kallas den "Lindencronas kommitté". Alvar Lindencrona var med från tidigt i organisationens uppbyggnadsskede från i slutet av 1940-talet till dess den omkring 1954 hade fått fasta former och ledde planeringen till 1978 då arbetet togs över av Curt-Steffan Giesecke.
Uppgiften var att i samarbete med landets politiska och militära ledning planera en, av möjlig svensk regering i exil sanktionerad, underjordisk rörelse i händelse av ockupation. Bakgrunden var erfarenheter från andra världskriget av behov av organisation av motståndsrörelser i förhand för att kunna behålla en legitimitet genom en nära koppling till ett lands lagliga regering.
Bakom organisationen låg statsminister Tage Erlander och hans inrikesministrar, Eije Mossberg och från 1957 Rune Johansson med hjälp av dennes statssekreterare Carl Persson. Trots det väsentliga militära inslaget i organisationens verksamhet låg förankringen inom kanslihuset i ett civilt departement ända fram till 1969, då den flyttades till försvarsdepartementet. Dess förankring i samhället skedde genom deltagande i dess styrgrupp av intresseorganisationsledare som Arne Geijer från LO och Valter Åman från TCO samt Bertil Kugelberg och senare Curt-Steffan Giesecke från Svenska Arbetsgivareföreningen. Från militär sida var huvudpersonen från början Carl August Ehrensvärd och senare Stig Synnergren och Carl-Eric Almgren. Telegrafverkets generaldirektör Håkan Sterky hade också en roll i organisationen, som hade ett kansli med översten Anders Grafström som förste chef fram till mitten av 1960-talet.
En förutsättning för Stay Behind-idén var samarbete med NATO, vilken hade en enhet för samordning av Stay behindorganisationerna i olika länder, Allied Clandestine Committe/Special Operations Planning Staff  (ACC/SOPS). Den svenska  organisationen var betydelsefull framför allt under Tage Erlanders regeringsperiod. Efter Olof Palmes tillträde minskade dess roll av allt att döma, möjligen också sammanhängande med att delar av organisationen komprometterats år 1965 av en brittisk diplomat och dubbelagent. 
Mötesplatser för organisationens ledning var bland annat Alvar Lindencronas kontor i Thulehuset på Sveavägen och hans 12-rumsvåning vid Stureplan. I Thulehuset fanns också ett kontor med en särskild bakre ingång från Luntmakargatan. Lindencronas privatsekreterare var invigd, men kände inte till identiteten av de medlemmar av organisationen som släpptes in till Lindencronas rum. 
Publik kunskap om den svenska stay behind-organisationen började sippra ut först i samband med Sovjetunionens fall. Dagens Nyheter avslöjade organisationens existens 1990. Motståndsrörelsens Jämtlandsansvarige från 1957 Reinhold Geijer gav en intervju i TV 4:s program Kalla fakta 1998. Från ansvarigt svenskt håll har ingen publicering av uppgifter lämnats, men Lindencrona omnämns i SOU 2002:108 (kapitel 7, stycke 7.8.4, Sid 748) som i övrigt just avhandlar "Förberedelser för stay behind i Sverige på 1970- och 80-talen". Det finns även ett sedan 1991 ej längre hemligstämplat dokument i samband med ett åtal för olovlig kårverksamhet 1952 mot Otto Hallberg, en frilansande uppbyggare av en av allt att döma privat svensk stay behind-organisation.

## Utmärkelser
- Kommendör av första klassen av Vasaorden, 16 november 1970.[7]